# Beatriz de Portugal (nacida hacia 1298)
Beatriz de Portugal (n. c. 1298) Dama portuguesa e hija del infante Alfonso de Portugal y de Violante Manuel.

## Biografía
Hija del infante Alfonso de Portugal y de su esposa Violante Manuel, era nieta por parte paterna del rey Alfonso III de Portugal y de su esposa, la reina Beatriz de Castilla, hija de Alfonso X el Sabio. Por parte materna eran sus abuelos el infante Manuel de Castilla, hijo de Fernando III el Santo, y la infanta Constanza de Aragón, hija de Jaime I el Conquistador. 
Se cree que nació en el año 1298. Contrajo matrimonio con Pedro Fernández de Castro "el de la Guerra", señor de Lemos y Sarria e hijo de Fernando Rodríguez de Castro y de Violante Sánchez de Castilla, hija ilegítima de Sancho IV el Bravo, rey de Castilla y León. No hubo descendencia fruto de este matrimonio.
Se desconoce su fecha de defunción. Pedro Fernández de Castro, su esposo, falleció en 1342, después de haber contraído un segundo matrimonio con Isabel Ponce de León.